# جی مک‌کارتی
جی مک‌کارتی (انگلیسی: Jay McCarthy؛ زادهٔ ۸ سپتامبر ۱۹۹۲) دوچرخه‌سوار اهل استرالیا است.
از باشگاه‌هایی که در آن بازی کرده‌است می‌توان به تیم تینکوف و بورا–هانسگروهه اشاره کرد.